# Battle Born
Battle Born é o quarto álbum de estúdio da banda americana The Killers, lançado oficialmente em 18 de setembro de 2012.

## Produção
Depois que a turnê de divulgação do álbum Day & Age terminou em janeiro de 2010, o The Killers anunciou que eles entrariam em hiatus. A banda só voltou a ativa em maio de 2011 quando começaram a trabalhar no seu quarto álbum de estúdio em Las Vegas. Depois de um ano no estúdio, eles revelaram em maio de 2012 que o quarto álbum se chamaria Battle Born. Os nomes das primeiras faixas foram revelados logo em seguida como "Battle Born", "Runaways", "Miss Atomic Bomb", "Heart of a Girl", "Flesh and Bone", "Carry Me Home", "From Here On Out", "Here With Me", "Matter of Time" e "Rising Tide". A banda trabalhou com os produtores Steve Lillywhite, Damian Taylor, Brendan O'Brien, Stuart Price e Daniel Lanois. O disco foi mixado por Alan Moulder que já havia trabalhado com eles antes. A data de lançamento foi marcada para 18 de setembro de 2012.

## Lançamento
Battle Born foi oficialmente lançado em 17 de setembro de 2012 no Reino Unido e em 18 de setembro nos Estados Unidos. O álbum também foi lançado em formato de vinil. Em 7 de junho, o The Killers lançaram o primeiro trailer para divulgar o trabalho. Em 16 de agosto, a banda liberou as faixas do álbum em formato oficial.

### Canções
O primeiro single do álbum foi a canção intitulada "Runaways", que foi lançada nas rádios em 12 de julho de 2012.

### Performance comercial
Battle Born estreou na 3ª posição nas paradas da Billboard 200, dos Estados Unidos, vendendo 113 000 cópias na sua primeira semana de vendas. O álbum também foi muito bem no Reino Unido e na Irlanda. Só na Inglaterra, Battle Born conquistou pela quarta vez o topo das paradas dos mais vendidos com 94 000 cópias comercializadas em apenas uma semana, a terceira melhor estreia de 2012 naquele país. O disco também foi bem no Canadá, com 12 000 exemplares vendidos na primeira semana. Ao todo, pelo mundo, Battle Born vendeu cerca de 294 000 cópias nos primeiros sete dias.
O álbum fechou 2012 com 271 000 cópias vendidas no Reino Unido, sendo o 27º disco mais vendido do ano naquele país.

## Recepção
| Críticas profissionais | Críticas profissionais |
| Pontuações agregadas   | Pontuações agregadas   |
| Fonte                  | Avaliação              |
| ---------------------- | ---------------------- |
| Metacritic             | (64/100)               |
| Avaliações da crítica  |                        |
| Fonte                  | Avaliação              |
| Allmusic               | [ 16 ]                 |
| The A.V. Club          | (B)                    |
| Entertainment Weekly   | (B)                    |
| The Guardian           | [ 19 ]                 |
| NME                    | (7/10)                 |
| Q                      | [ 21 ]                 |
| RollingStone           | [ 22 ]                 |
| Slant Magazine         | [ 23 ]                 |
| Spin                   | (8/10)                 |
| The Telegraph          | [ 25 ]                 |

Battle Born foi bem recebido pelos críticos, com uma nota de 64 agregada no site Metacritic, indicando "boas críticas". Kyle Anderson, da Entertainment Weekly, escreveu: "Os próprios Killers sempre buscaram o ouro, corajosamente com o objetivo de encher estádios exóticos com hinos agudos sobre grandes ideias. Como a produção anterior da banda, Battle Born só sabe como ser épico: a abertura "Flesh and Bone" começa como um Soft Cell retrô antes de se expandir rapidamente em um glorioso sermão de fogos de artifício e enxofre, enquanto "Miss Atomic Bomb" entra no pôr do sol no deserto em um conversível alimentado por guitarras ecoantes e nostalgia de olhos brilhantes. Estas são grandes canções, determinadas a proporcionar clímax de finalização fotográfica a cada poucos segundos". Kate Mossman do The Guardian deu ao álbum três de cinco estrelas, dizendo: "Com paisagens sonoras teatrais mais Meat Loaf do que Springsteen e linhas sobrecarregadas com imagens de cartão-postal ("Seu coração estrelado pegou um trem para a costa"), você luta para encontrar a energia até a terceira ou quarta audição, quando "Heart of a Girl" (co-escrito com Daniel Lanois) e "From Here on Out" (que soa como os Eagles) revelam-se as mais doces e sinceras explorações de um tipo de rock americano que sempre arrepiará o cabelo do pescoço daqueles quem gosta desse tipo de coisa".
Battle Born foi eleito o segundo Melhor Álbum de 2012 pelos leitores da revista Rolling Stone. Já a equipe do canal de TV americano Fuse o listou como o 23º Melhor Álbum de 2012.

## Faixas
| CD             |                             |                     |         |  |
| N.º            | Título                      | Letras              | Duração |  |
| 1.             | "Flesh and Bone"            | Flowers             | 3:59    |  |
| 2.             | "Runaways"                  | Flowers             | 4:04    |  |
| 3.             | "The Way It Was"            | The Killers, Lanois | 3:51    |  |
| 4.             | "Here with Me"              | Flowers, Healy      | 4:52    |  |
| 5.             | "A Matter of Time"          | The Killers         | 4:11    |  |
| 6.             | "Deadlines and Commitments" | Flowers             | 4:22    |  |
| 7.             | "Miss Atomic Bomb"          | Flowers, Vannucci   | 4:53    |  |
| 8.             | "The Rising Tide"           | Flowers             | 4:17    |  |
| 9.             | "Heart of a Girl"           | The Killers, Lanois | 4:34    |  |
| 10.            | "From Here on Out"          | Flowers             | 2:27    |  |
| 11.            | "Be Still"                  | Flowers, Lanois     | 4:33    |  |
| 12.            | "Battle Born"               | The Killers         | 5:13    |  |
| Duração total: | Duração total:              | Duração total:      | 51:16   |  |

| Edição deluxe |                                          |         |  |
| N.º           | Título                                   | Duração |  |
| 13.           | "Carry Me Home"                          | 3:45    |  |
| 14.           | "Flesh And Bone" (Jacques le Cont Remix) | 5:45    |  |
| 15.           | "Prize Fighter"                          | 4:38    |  |

## Pessoal
The Killers
- Brandon Flowers – vocalista, sintetizadores
- Dave Keuning – guitarras, vocal de apoio
- Mark Stoermer – baixo, vocal de apoio
- Ronnie Vannucci – bateria, percussão

Técnico
- Stuart Price – produtor
- Steve Lillywhite – produtor
- Damian Taylor – produtor
- Brendan O'Brien – produtor
- Alan Moulder – mixagem
- Daniel Lanois – produtor

## Tabelas e certificações
| Paradas (2012)                                    | Melhor posição |
| ------------------------------------------------- | -------------- |
| Alemanha (Offizielle Top 100)                     | 2              |
| Austrália (ARIA Charts)                           | 2              |
| Áustria (Ö3 Austria Top 40)                       | 3              |
| Bélgica (Ultratop 50 Flandres)                    | 6              |
| Bélgica (Ultratop 40 Valônia)                     | 14             |
| Canadá (Canadian Albums Chart)                    | 3              |
| Coreia do Sul (Gaon Album Chart)                  | 58             |
| Croácia (HDU)                                     | 20             |
| Dinamarca (Hitlisten Vinyl Albums)                | 8              |
| Escócia (Scottish Albums Chart)                   | 1              |
| Espanha (PROMUSICAE)                              | 3              |
| Estados Unidos (Billboard 200)                    | 3              |
| Estados Unidos (Billboard Top Alternative Albums) | 1              |
| Estados Unidos (Billboard Top Rock Albums)        | 1              |
| Finlândia (IFPI)                                  | 10             |
| França (SNEP)                                     | 29             |
| Grécia (IFPI)                                     | 23             |
| Holanda (Mega Charts)                             | 7              |
| Hungria (MAHASZ)                                  | 37             |
| Irlanda (IRMA)                                    | 1              |
| Itália (FIMI)                                     | 7              |
| Japão (Oricon)                                    | 38             |
| México (AMPROFON)                                 | 2              |
| Noruega (VG-lista)                                | 2              |
| Nova Zelândia (RMNZ)                              | 2              |
| Polônia (ZPAV)                                    | 22             |
| Portugal (AFP)                                    | 4              |
| Reino Unido (UK Albums Chart)                     | 1              |
| República Tcheca (ČNS IFPI)                       | 17             |
| Rússia (2M)                                       | 16             |
| Suécia (Sverigetopplistan)                        | 5              |
| Suíça (Schweizer Hitparade)                       | 2              |

| Paradas (2012)                 | Melhor posição |
| ------------------------------ | -------------- |
| Austrália (ARIA Charts)        | 98             |
| Estados Unidos (Billboard 200) | 140            |
| Reino Unido (UK Albums Chart)  | 27             |
| Suíça (Schweizer Hitparade)    | 98             |

| País              | Certificação | Vendas  |
| ----------------- | ------------ | ------- |
| Austrália (ARIA)  | Ouro         | 35.000  |
| Irlanda (IRMA)    | Ouro         | 7.500   |
| México (AMPROFON) | Ouro         | 30.000  |
| Reino Unido (BPI) | Platina      | 182.853 |